# Лобойковский сельский совет
Лобойковский сельский совет (укр. Лобойківська сільська рада) — входит в состав
Петриковского района
Днепропетровской области
Украины.
Административный центр сельского совета находится в 
с. Лобойковка.

## Населённые пункты совета
- с. Лобойковка